# Creu de terme (Sant Celoni)
La creu de terme, o Creu Coberta, és una obra de Sant Celoni (Vallès Oriental) inclosa a l'Inventari del Patrimoni Arquitectònic de Catalunya. Se situa en una placeta a la cruïlla del carrer Major amb la carretera Vella.

## Descripció
És una creu de terme a l'entrada del poble. Originàriament col·locada damunt d'un pedestal o sòcol posat damunt de tres graons, consta d'una columna acabada amb un capitell i una creu. El sòcol i els tres graons eren fets antigament de pedra grossa col·locada una al costat de l'altra. Al capitell, que és petit, hi ha l'escut senyorial de la família Desbachs: unes bandes encreuades i unes petxines de pelegrí. La creu pròpiament dita està decorada per un cantó per la Mare de Déu i per l'altre la imatge del Crucificat.

## Història
Aquesta creu de terme era coneguda a Sant Celoni amb el nom de Creu Coberta. Es va fer malbé i la van arreglar. L'any 1870 fou portada al cementiri vell, en temps de la Segona República, va ser desmuntada i enterrada allà mateix. Descoberta novament l'any 1956, fou col·locada prop de la capella de Sant Ponç. Segons deia mossèn Figueras en unes notes, al sòcol primitiu hi tenia una inscripció inintel·ligible que ha desaparegut.
La creu actual, de 1998, és una reproducció de l'original gòtica del segle xvi, que es conserva a la Rectoria Vella, i és feta amb pedra de Girona. Està situada al començament del carrer Major, a la confluència amb la carretera Vella, en una placeta coneguda com la plaça de la Creu.